# Павел Ясєнський
Павел Ясєнський із Ясєнця гербу Ґоздава (за даними К. Несецького — гербу Пороня, різновиду Ґоздави; пом. 1485 чи 1489) — військовий і державний діяч, дипломат Королівства Польського, підстолій (стольник?) холмський (1467—1468), сандомирський підстолій (1468—1469) і стольник (?1469—1473), надвірний маршалок (1472—1474), підскарбій коронний (1474—1479), каштелян сандомирський (1479—1485); гетьман затяжних військ (1465, 1471—1472); староста холмський (1463—1485), ґрабовецький (1473—1485), буський (1475—1485), мальборкський (1484—1485).

## Життєпис
Народився Павел у другій чверті XV століття, був сином ловчого сохачевського Кристина з Ясєнця та Малґожати Цьолек. Мав двох сестер — Катажину та Барбару. Був також близьким родичем (двоюрідним братом чи племінником) Плоцького єпископа Павла Ґіжицького.
Політичну кар'єру Ясєнський розпочав 1458 року як придворний короля Казимира Ягеллончика. Брав участь у Тринадцятирічній війні. Відзначився у битві під Шьвециним 17 вересня 1462 року, керуючи частиною війська як ротмістр. Також проявив себе при здобутті Пуцька. На початку 1463 року, очевидно, за військові заслуги, отримав Холмське староство. 1465 року вперше названий гетьманом затяжних військ. Під час облоги Староґарда потрапив у полон до тевтонців. Звільнився з полону після капітуляції Хойниців 28 вересня 1466 року, в результаті якої тевтонські полонені були звільнені.
6 вересня 1467 року Павел Ясєнський згадується як стольник холмський, а 1468 року — на посаді підстолія холмського. Найімовірніше, в ці роки обіймав саме останній уряд, адже посади стольника та підстолія на той час не усталилися й часто плуталися в джерелах. З кінця 1468 по, принаймні, весну 1469 року був підстолієм сандомирським, потім обіймав посаду сандомирського стольника. Протягом 1468—1485 років був також Буським старостою.
Влітку 1471 року супроводжував королевича Владислава під час його коронації в Празі. Восени того ж року як один із гетьманів затяжного війська, разом із Пйотром Дуніним брав участь у невдалому поході королевича Казимира до Угорщини для здобуття для останнього угорського престолу. Після повернення Казимира до Польщі, Ясєнський залишився з 4000 жовнірів у Нітрі та близько року керував окупаційною залогою міста.
Наприкінці 1472 року Павел Ясєнський був призначений надвірним маршалком. 1473 року став першим старостою ґрабовецьким. Упродовж 1473—1474 років разом із королівським секретарем Станіславом Курозвенцьким їздив у посольство до імператора Фрідріха III для підтвердження на чеському троні Владислава II Ягеллончика, укладення ягеллонсько-габсбурзького союзу та спільних дій проти Матяша Корвіна. Під час цієї ж поїздки вони відвідали Баварія, де домовлялися з Людвігом IX про умови шлюбу Ядвіги Ягеллонки та Георга Багатого. Також, вони вдало провели переговори з бранденбурзьким курфюрстом Альбрехтом III щодо шлюбу його сина Фрідріха з Софією Ягеллонкою, які завершилися підписанням договору про заручини 7 грудня в Кадольцбурзі.
Наприкінці 1474 року був призначений підскарбієм коронним. Зберігся найдавніший реєстр вмісту скрині з інсиґніями та найважливішими документами, який був складений підскарбієм Павлом Ясєнським 1475 року. Цього ж року отримав староство буське.
Протягом 1474—1476 років брав участь у битвах проти турків і татарів.
1479 року Павел Ясєнський був призначений на посаду каштеляна Сандомирського. Останнім урядом, який він обіймав, був уряд старости мальборкського, який він отримав 1484 року
За Каспером Несецьким, помер Павел Ясєнський у віці 56 років. За різними даними, це відбулося 1485 чи 1489 року, похований у Влоцлавеку.

## Маєтності
1470 року король Казимир Ягеллончик надав Павлові Ясєнському королівське село Ухані. Останній 1482 року фундував тут костел, будівництво якого завершилося 1484 року. Освячення провів Ян Казімірський (Кажмєрський), єпископ холмський. При костелі був створений осередок монахів-паулінів уставу св. Августина. 1484 монарх у Пйотркуві перетворив це село на місто і, скасовуючи збережені для нього досі польське та руське право, надав йому право маґдебурзьке. Також, він установив ярмарки щосереди та ярмарки на свята святого Войцеха і святого Вавжинця. Ясєнський збудував у місті перший замок. Проте, ця локація міста повністю не була здіснена.
Ясєнський був також власником Полемців, Волі Уханьської, Островця, Сєдліща, Орнатовиців у Холмській землі. Він розпоряджався королівськими маєтками Ужендувом і Дзежковицями (тепер — Дзежковиці-Ринек, Дзежковиці-Воля, Дзежковиці-Заставе, Дзежковиці-Подводи і Дзежковиці-Ґури) в Люблінській землі.

## Сім'я
Павел Ясєнський був одружений із донькою Сандомирського воєводи Яна Ґловача Олешьніцького Катажиною. Подружжя мало трьох синів, які на час смерті батька бути неповнолітніми:
- Збіґнєв;
- Павел[pl] (пом. бл. 1505) — придворний королівський, староста ґрабовецький, кампіноський, холмський;
- Ян[30].